# Pentzia punctata
Pentzia punctata là một loài thực vật có hoa trong họ Cúc. Loài này được Harv. mô tả khoa học đầu tiên.